# J. Robin Warren
John Robin Warren (født 11. juni 1937 i Adelaide, død 23. juli 2024) var en australsk fysiolog.
Warren opdagede i 1979 sammen med Barry Marshall bakterien helicobacter pylori, som er hovedårsagen til mavesår. For denne opdagelse modtog de to forskere i 2005 Nobelprisen i medicin.